# Mistrzostwa Rumunii w rugby union (1935)
Mistrzostwa Rumunii w rugby union 1935 – dwudzieste mistrzostwa Rumunii w rugby union. Po dwóch latach przerwy tytuł mistrza kraju zdobyła drużyna CS Sportul Studențesc București.
Na drodze do mistrzostwa zespół Sportul Studențesc zanotował tylko jedną porażkę (z TCR) i dwa remisy (z TCR i Viforul Dacia).